# Sommerschafweide auf Elwangen
Die Sommerschafweide auf Elwangen ist ein vom Landratsamt Münsingen am 31. Mai 1955 durch Verordnung ausgewiesenes Landschaftsschutzgebiet auf dem Gebiet der Gemeinde Münsingen.

## Lage
Das sechs Hektar große Landschaftsschutzgebiet liegt etwa 800 m östlich des Münsinger Ortsteils Rietheim an der Bundesstraße 465. Es gehört zum Naturraum Mittlere Kuppenalb.
Geologisch stehen Formationen des Oberen Massenkalk und der Liegenden Bankkalke des Oberjura.

## Landschaftscharakter
Im Süden des Landschaftsschutzgebiets befinden sich in Sukzession befindliche Magerrasen- und Wacholderheidenbiotope, östlich grenzt ein ehemaliger Hudewald an. Im Zentrum befindet sich eine Wiese, nördlich davon ein Fichtenforst.

## Zusammenhängende Schutzgebiete
Der Südteil des Landschaftsschutzgebietes ist gleichzeitig als Flächenhaftes Naturdenkmal Halbtrockenrasen mit Steinbruch ausgewiesen. das östlich angrenzende Flächenhafte Naturdenkmal Urenbühl überschneidet sich teilweise mit dem Landschaftsschutzgebiet. Das Gebiet ist Teil der Pflegezone des Biosphärengebiets Schwäbische Alb.